# Choryně
Choryně (en allemand : Chorin) est une commune du district de Vsetín, dans la région de Zlín, en République tchèque. Sa population s'élevait à 765 habitants en 2020.

## Géographie
Choryně se trouve à 6 km au nord-ouest de Valašské Meziříčí, à 19 km au nord-nord-ouest de Vsetín, à 35 km au nord-est de Zlín, à 45 km au sud-ouest d'Ostrava et à 255 km à l'est-sud-est de Prague.
La commune est limitée par Hustopeče nad Bečvou au nord, par Lešná à l'est, par Valašské Meziříčí au sud, et par Kladeruby à l'ouest.

## Histoire
La première mention écrite du village date de 1131.